# Катанзарити, Даниэль
Даниэль Катанзарити (англ. Danielle Catanzariti; род. 16 февраля 1992) — австралийская актриса. Наиболее известна своей ролью в фильме 2008 года «Привет, это я».

## Карьера

### Привет, это я
В середине 2006 года Даниэль была отобрана из 3000 кандидатур для главной роли в фильме «Привет, это я». В фильме также снялась новозеландская актриса Кейша Касл-Хьюз, которая в первую очередь известна по своей роли в фильме «Оседлавший кита». Также Даниэль иногда пела Архивная копия от 8 марта 2016 на Wayback Machine в фильме.

### Театральная карьера
В 2007 году сыграла второстепенную роль в «Закрыто на зиму» и участвовала в театральной труппе Sydney Theatre Company. Играла в постановке Дэвида Харроуэра «Чёрная птица», режиссёром которой выступила Кейт Бланшетт. Также участвовала в постановке «Девочка, которая кричала: „Волк!“ Архивная копия от 24 июня 2016 на Wayback Machine» в Windmill Performing Arts в период с 14 по 24 июня 2011 года. Недавно[когда?] Катанзарити исполнила главную роль в постановке «Молочные зубы» в государственном театре.

## Личная жизнь
Выросла в Марри-Бридж, в Южной Австралии. Окончила St Francis de Sales College в Маунт-Баркере. Придерживается католического вероисповедания.

## Фильмография
| Год  | Название        | Роль            |
| ---- | --------------- | --------------- |
| 2008 | Привет, это я   | Эстер Блюбергер |
| 2009 | Закрыто на зиму | Фрэнсис         |